# Valentin Giani Necsulescu
Valentin Giani Necsulescu (n. 3 noiembrie 1979, București) este un fost jucător român de fotbal a jucat pe postul de fundaș.

### Activitate
- Dinamo București (1998-1999)
- Pau FC (1999-2000)
- Mulhouse FC (1999-2000)
- Amiens SCF (2000-2001)
- Sportul Studențesc (2001-2002)
- Sheriff Tiraspol (2002-2003)
- FC Tiraspol (2004-2007)